# Lalandusse
Lalandusse település Franciaországban, Lot-et-Garonne megyében. Lakosainak száma 221 fő (2022. január 1.). Lalandusse Plaisance, Saint-Aubin-de-Cadelech, Cahuzac, Douzains és Lauzun községekkel határos.

## Népesség
A település népességének változása:
| Lakosok száma | 181  | 163  | 163  | 186  | 212  | 218  | 222  | 224  | 224  | 221  |
|               | 1968 | 1982 | 1990 | 2006 | 2013 | 2015 | 2017 | 2019 | 2020 | 2022 |